# 051B型导弹驱逐舰
051B型驱逐舰（北约代号：旅海级；英语：Luhai Class），是中国大连造船厂为中国人民解放军海军建造的一型多用途导弹驱逐舰，造價約20亿人民币。该型舰是中国人民解放军海军尝试建造大型化、模块化水面作战舰艇，带有实验性质的产品，只建造了一艘，即深圳舰（舷号167）。

## 研发及服役历程
051B型和051型驱逐舰联系不大，但是动力系统和船体与之前建造的052型驱逐舰比起來，雖然說定位相似卻也没有太大的继承与发展关系。這個名字容易造成誤解，而之所以沿用“051”的型号是因为在立项时的20世纪80年代正值中国军队不断裁军，而且经费紧张，当时是作为051型的改型申报立项的，所以没有赋予新的研制型号。目的是为了验证较052型更大型舰体的设计，此后中国海军驱逐舰开始大型化的发展。051B型驱逐舰动力装置采用蒸汽轮机，主要原因是，当时为了大连造船厂蒸汽轮机动力生产线维持生产，可以保持工业基础和技术经验，也与中国只能从美国进口LM2500，而自己研发中的舰用燃气轮机迟迟无法突破技术瓶颈最后终止有关。
“深圳”舰于1995年12月在大连船舶重工（426厂） 开工建造，1997年10月下水，1998年10开始海上试航，1999年2月编入中国人民解放军海军南海舰队服役。
“深圳”舰没有后续舰建造。大连造船厂在2004年，以051B型的舰体设计，引进了俄制“里夫”改进型舰载防空导弹系统，动工建造了051C型驱逐舰。

### 现代化改裝
深圳舰2014年在海军4804修理厂进行了中期修理结合现代化改装。此次改装中对该舰的作战指挥系统、编队作战指挥系统、警戒探测系统、主炮武器系统、近防舰炮武器系统、电子对抗系统、舰空和舰舰导弹武器系统、反潜武器系统以及通信、导航、水声、水声对抗系统等全面、彻底进行换装。原先的海紅旗-7舰空导弹已換裝成32單元垂直發射的海紅旗-16中程防空飛彈，與054A型導彈護衛艦使用的舰空導彈相同；AJK16系统换装AJK02导弹系统；用16发超音速鹰击-12A反舰导弹替换了16发亞音速鹰击-83反舰导弹。同时更换了舰艏主炮，改进了电子和指挥系统，加装了近距密集阵拦截装置以及更大的直升机机库和舰载声纳系统 。2017年初，该舰改装完成后回到南部战区海军服役。2018年10月17日，在命名入列20周年之际，深圳舰抵达深圳市进行为期四天的访问，并首次向民众开放，允许市民上舰参观。

## 意义
在入役时，167“深圳”舰是中国人民解放军海军建造和使用过的吨位最大的水面作战舰艇，被中国的媒体和军事迷称作“神州第一舰”。
167“深圳”舰也频频亮相于各种出访活动。在军事论坛就索马里护航应该派遣的军舰进行票选时，“深圳”舰高居第一位，可见其在中国海军发展史上的地位。

## 概貌
作为一种实验性质的军舰，051B型驱逐舰的舰身采用降低了雷达反射信号的设计，船舷和上层建筑稍向内倾斜，桅杆上的电子传感器阵列明显减少，雷达反射面积比051型和052型驱逐舰降低，该舰的烟囱也经过了特别设计以减少红外线特征。 绝大部分的武器系统、电子装备与稍早一些建造的052型驱逐舰类似，只有有限的改进。依然存在缺乏舰队区域防空导弹系统的问题，直到2014年開始進行的徹底翻新升級才根本上解決了區域防空能力不足的問題。

### 武器装备
- 反舰导弹：最初4座四联装“鹰击”-8A (YJ-8A) 型反舰导弹发射装置（后换装鹰击-12 (YJ-12) 型反舰导弹）
- 防空导弹：1座32联装紅旗-16垂直發射系統
- 舰炮：1座79A式 (H/PJ-33A型) 双联装100毫米/56倍口径全自动舰炮（后换装H/PJ33B型，隐身外廓）
- 近防炮：2座H/PJ-11型11管30毫米舰炮
- 鱼雷：两座三联装324毫米口径鱼-7型反潜鱼雷发射管
- 舰载机：2架直-9C (Z-9C) 反潜型直升机

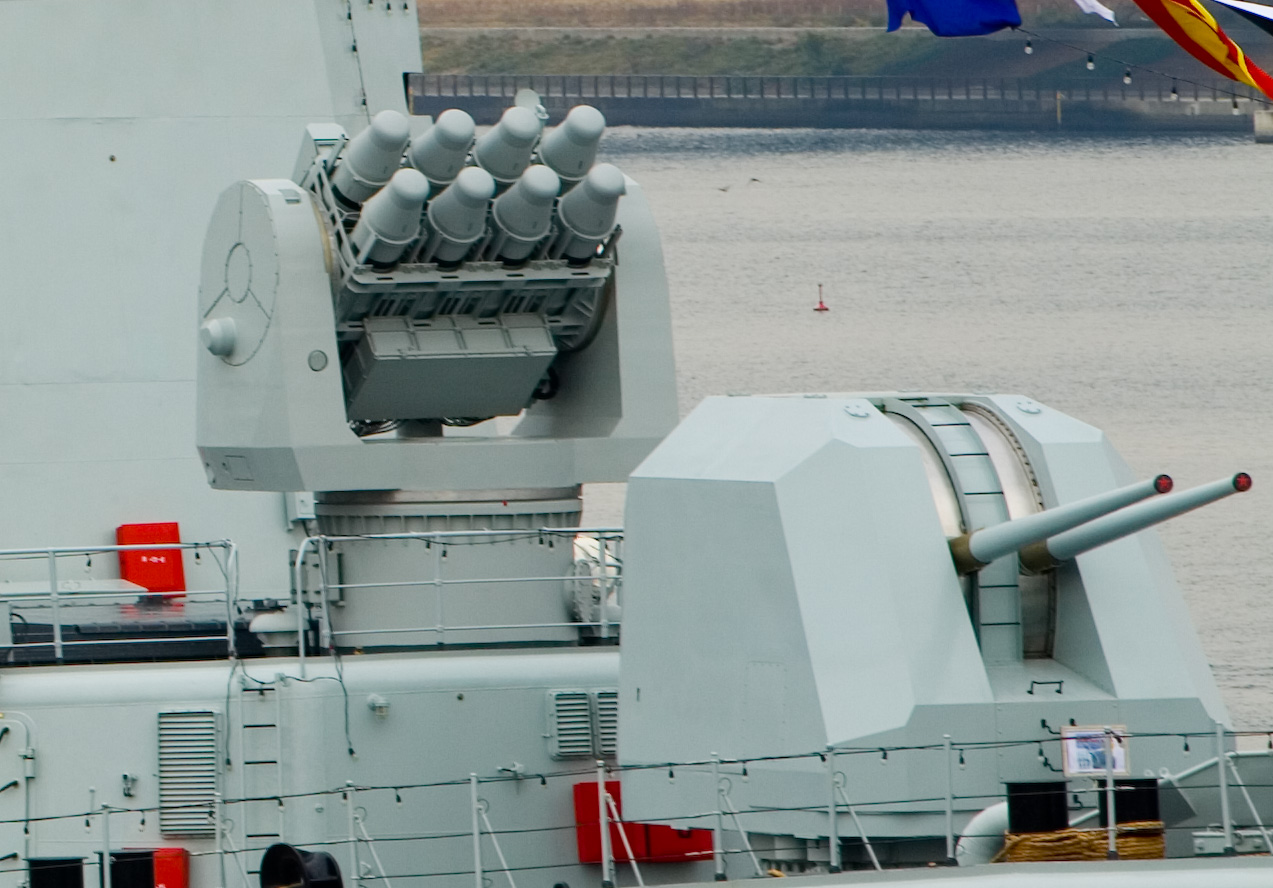
深圳舰改裝前舰桥之前的海红旗-7导弹和双联装100mm口径舰炮

### 电子设备
- 战斗数据系统：ZKJ-5型信息处理系统
- 数据链：HN-900型（中国版Link 11）
- 通讯：SNTI-240型卫星通讯系统
- 声纳：DUBV-23型中频舰壳声纳
- 381A型三坐标对空雷达，G波段
- 360S型对空/对海搜索雷达，E/F波段
- 517H-1型远程对空警戒雷达，A波段
- 344型火控雷达，G/H波段（用于100毫米舰炮和反舰导弹）
- 345型火控雷达，I/J波段（用于海红旗-7防空导弹）
- 347G型火控雷达，I波段（用于双管37毫米舰炮）
- 两座RM-1290型导航雷达，I波段
- SRW210A拦截和干扰器 [8]
- 两台OFD-630型光电跟踪仪 [9]
- 两座946型 (PJ-46) 15管干扰火箭发射器；新增两座947型10管干扰弹发射器

## 人员编制

### 历任领导
| 中国人民解放军海军深圳舰舰长 - 童振荣 海军上校 | 中国人民解放军海军深圳舰政治委员 |

## 服役活动
- 1999年2月，167“深圳”舰编入中国人民解放军海军南海舰队。
- 2000年7月，访问马来西亚、坦桑尼亚、南非
- 2001年11月，访问香港并公开让市民参观[10]
- 2001年底，访问德国、英国、法国、意大利。
- 2003年10月，访问关岛、文莱和新加坡[8]
- 2005年底，访问巴基斯坦、印度、泰国[11]
- 2007年11月，访问日本[12]，是中国人民解放军海军作战舰艇首次访问日本。
- 2008年7月14日，自1999年被命名为“深圳”号以来，首次停靠深圳，停靠在赤湾码头向市民开放。
- 2009年4月，参加中国海军第二批护航编队，赴索马里海域执行护航任务。
- 2018年10月，第二次停靠深圳，在蛇口邮轮中心向市民开放。

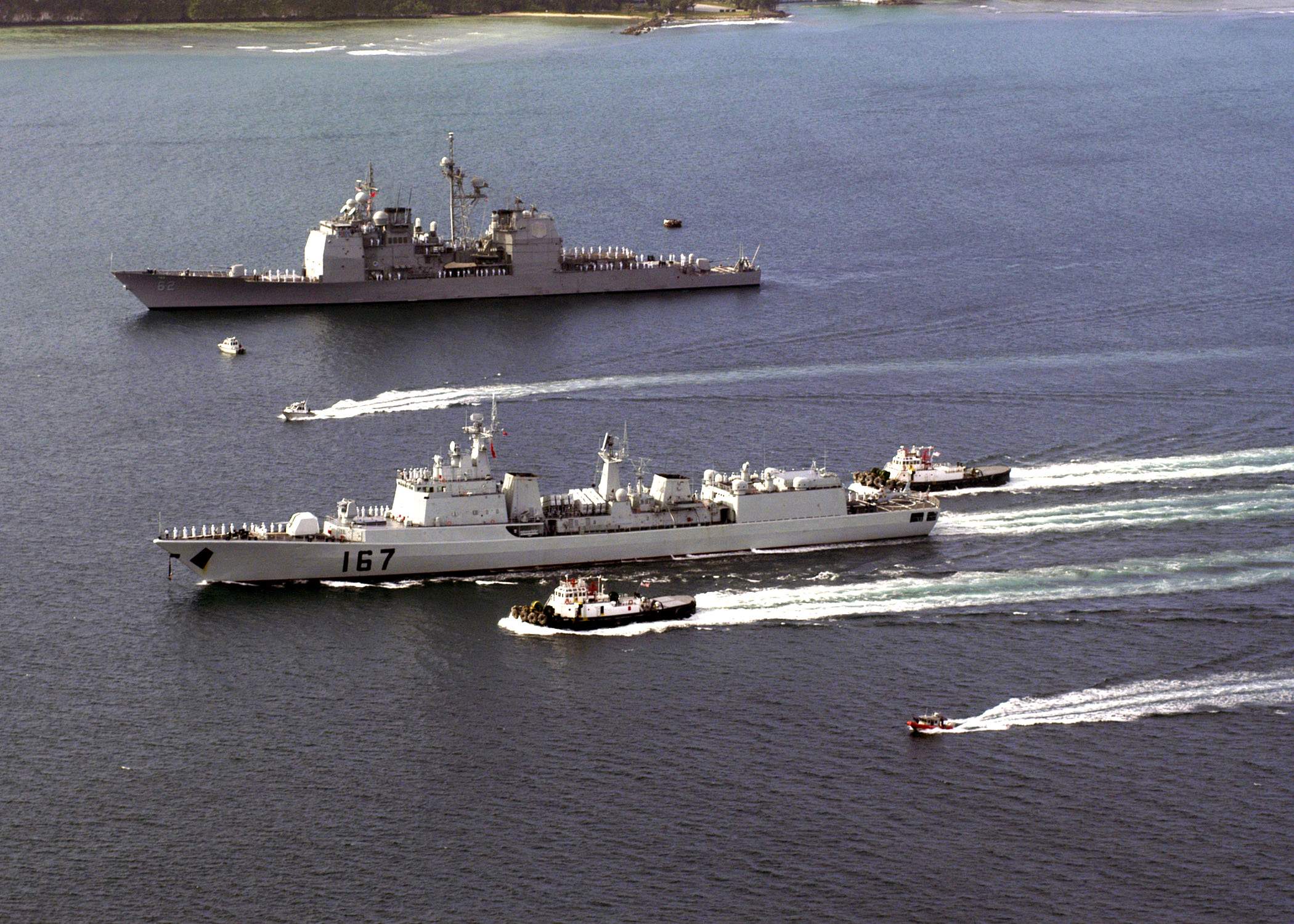
2003年12月25日，深圳舰访问关岛时，由提康德羅加級飛彈巡洋艦錢斯勒斯維爾號巡洋艦（英语：USS Chancellorsville）护航
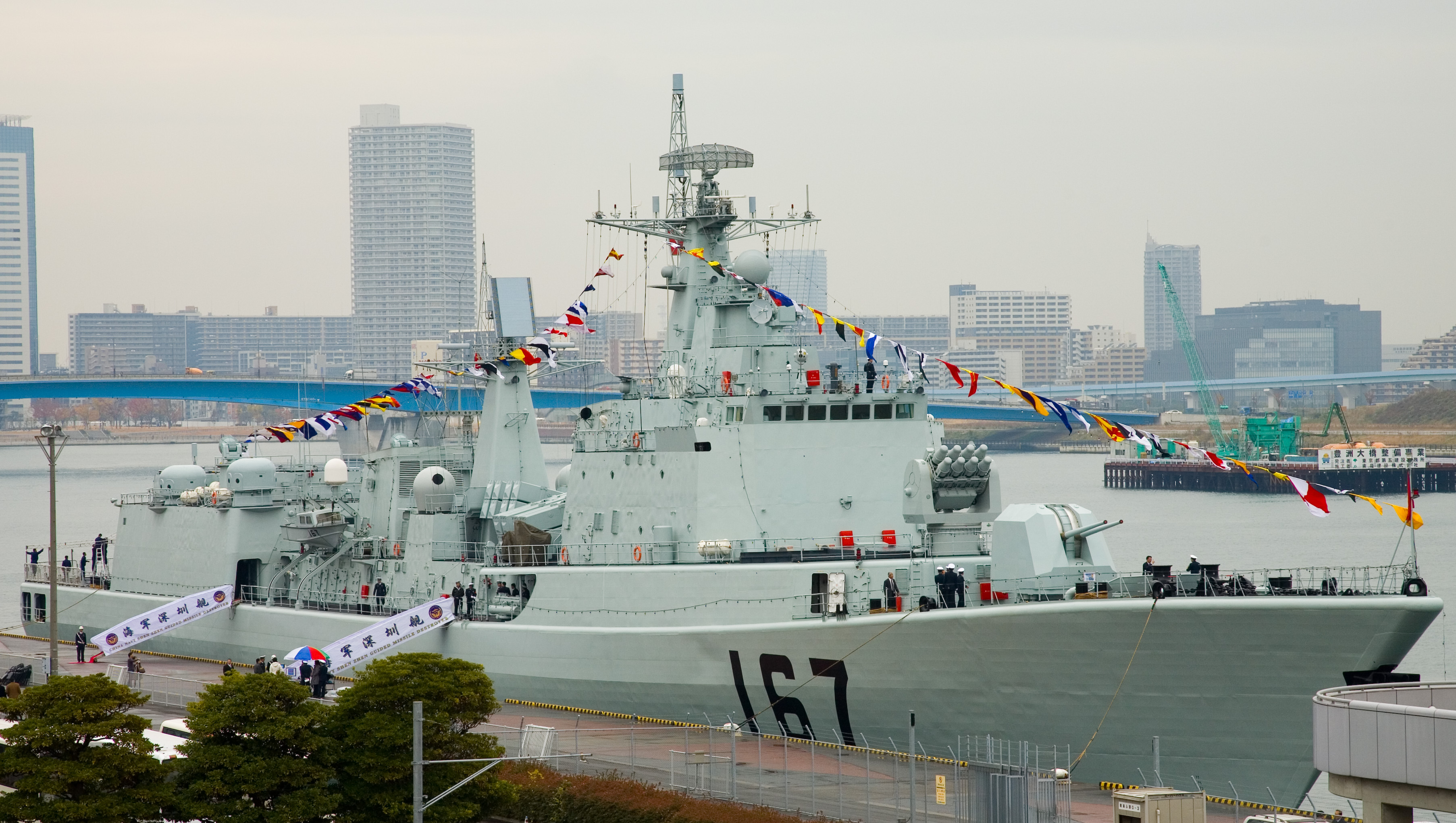
2007年，深圳号访问东京
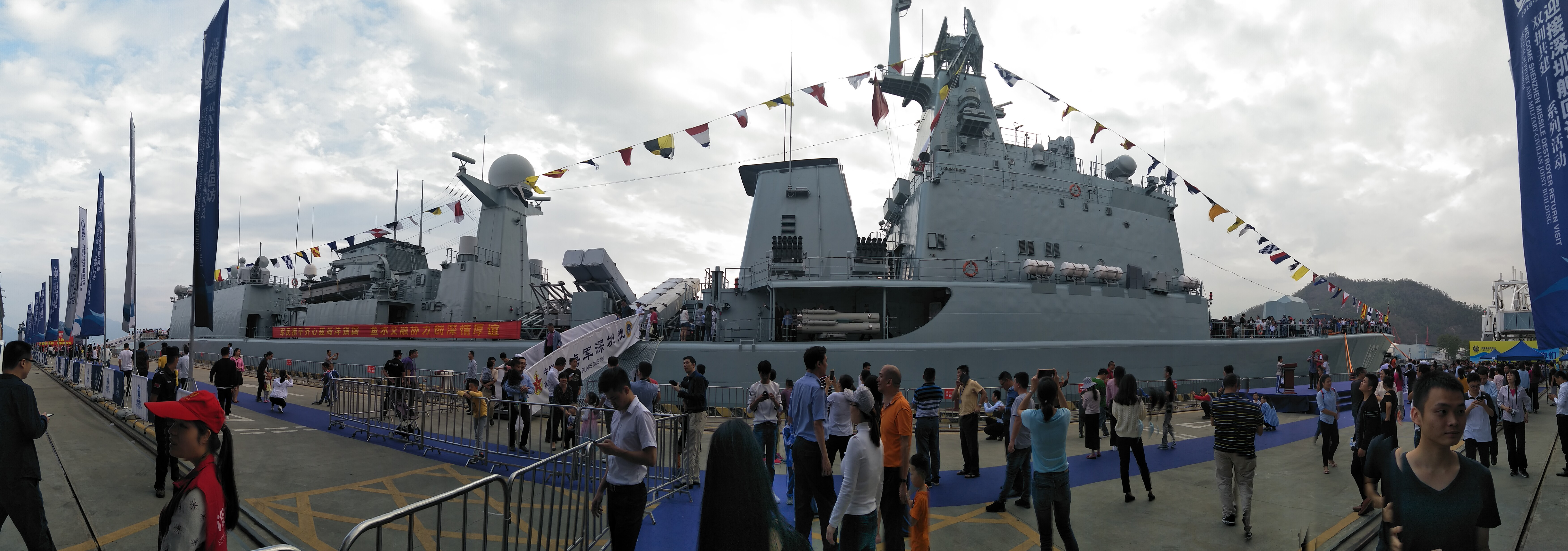
2018年，深圳号再度访问深圳，于蛇口邮轮中心向市民开放

## 注脚
1. ↑  没有技术关联，只是名称近似，便于立项研制
2. ↑  船體設計和動力系統